# Shōzō Kusakawa
Shōzō Kusakawa (jap. 草川 昭三, Kusakawa Shōzō; * 16. August 1928 in Nagoya, Präfektur Aichi; † 17. Juli 2019) war ein japanischer Politiker der Kōmeitō und Abgeordneter in beiden Kammern des Parlaments.
Kusakawa schloss 1945 die „städtische Kunstgewerbeoberschule Nagoya“ (Nagoya-shiritsu kōgei kōtō-gakkō) ab und arbeitete anschließend 17 Jahre lang als Schweißer für Nagoya Zōsen (heute: IHI), wo er sich in der Gewerkschaft engagierte. Bei der Shūgiin-Wahl 1967 versuchte er erstmals den Wechsel in die Politik, als er für die SPJ im 6. Wahlkreis Aichi antrat, den dritten Platz aber um rund 3.500 Stimmen verpasste. Erfolgreich war er erst bei der „Lockheed-Wahl“ 1976, als er als Unabhängiger mit Unterstützung der Kōmeitō im viermandatigen 2. Wahlkreis Aichi kandidierte und mit dem höchsten Stimmenanteil für die erste von insgesamt acht Legislaturperioden ins Shūgiin einzog. Dort gehörte er als parteiloses Mitglied der Kōmeitō-Fraktion verschiedensten Ausschüssen an, bei Wahlen kandidierte er weiter als Unabhängiger.
1994 beteiligte sich Kusukawa an der Gründung der Neuen Fortschrittspartei, als deren Kandidat er 1996 im neuen Einzelwahlkreis Aichi 6 wiedergewählt wurde. Nach der Auflösung der Partei wurde er Mitglied der „neuen“ Kōmeitō, für die er als Vorsitzender des Komitees für Parlamentsangelegenheiten 1999 an der Bildung der Koalition mit der regierenden LDP beteiligt war. Bei der Wahl 2000 verlor er seinen Wahlkreis an Yūkichi Maeda von der oppositionellen Demokratischen Partei.
2001 kehrte Kusakawa ins Parlament zurück, als er mit landesweit rund 700.000 Präferenzstimmen auf der Verhältniswahlliste der Kōmeitō ins Sangiin gewählt wurde. Er war stellvertretender Parteivorsitzender und Vorsitzender der Sangiin-Fraktion der Kōmeitō, zeitweise saß er dem Ausschuss für Verwaltungsaufsicht und Kontrolle des Sangiin vor. Bei der Sangiin-Wahl 2007 landete er mit weniger als 40.000 Stimmen nur auf Platz acht der Kōmeitō-Liste – der Partei standen sieben Mandate zu. Bereits 2008 kehrte er so aber als Nachrücker für den zurückgetretenen Kiyohiko Tōyama wieder ins Sangiin zurück.
Bei der Sangiin-Wahl 2013 kandidierte er nicht mehr. Er wurde anschließend „Berater“ (komon) im landesweiten Parteivorstand der Kōmeitō.